# Cargojet Airways
Cargojet Airways – kanadyjskie linie lotnicze cargo założone w 2002. Główną bazą tej linii jest port lotniczy Hamilton.

## Historia

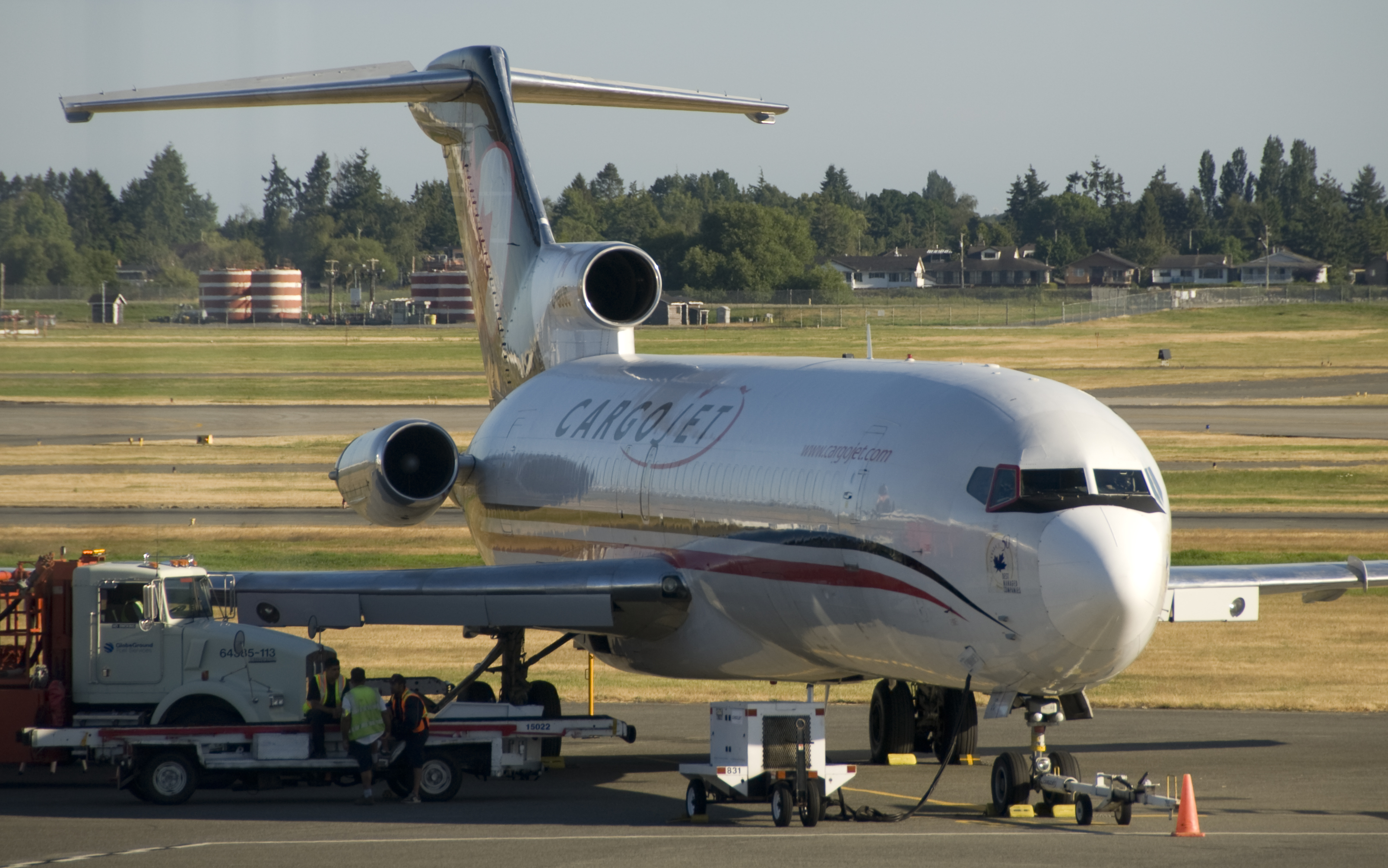
Boeing 727-200F na płycie postojowej w Vancouver

Linia została założona 21 lutego 2002, natomiast rozpoczęła działalność kilka miesięcy później czyli w czerwcu 2002. Gdy linia powstała pierwotnie miała nazwę Kanada 3000 Cargo, natomiast zmieniono ją 22 lutego 2002 na Cargojet Airways.

## Flota
Według stanu na marzec 2025 flota Cargojet Airways składała się z 45 samolotów o średnim wieku 30,5 lat:
| Samolot        | Samolot | Samolot   | Uwagi |
| Model          | Aktywne | Zamówione | Uwagi |
| -------------- | ------- | --------- | ----- |
| Boeing 757-200 | 18      | 1         |       |
| Boeing 767-200 | 4       | 1         |       |
| Boeing 767-300 | 23      | 1         |       |
| Łącznie        | 45      | 3         |       |